# オーヴァーナイト・センセーション
『オーヴァーナイト・センセーション』（Over-Nite Sensation）は、フランク・ザッパをリーダーとするマザーズ・オブ・インヴェンションによる、1973年リリースのアルバムである。

## 概要
1973年3月から6月にかけて、カリフォルニア州イングルウッドのボリック・サウンド・スタジオ、グレンデールのホイットニー・スタジオ、ロサンゼルスのパラマウント・スタジオなどで録音された。また、このアルバムは2チャンネル・ステレオと4チャンネル・ステレオ (Quadraphonic sound) の2形態でリリースされた。（LP初版は2チャンネル版も4チャンネル版と同じマスターが使われている。通常のステレオ・ミックスは作られず、4チャンネルを2チャンネルにミックス･ダウンしたものが再発版では使われている。）
このアルバムにおけるザッパの音楽へのアプローチが、過去のそれとは大きく異なっていることから、本作はザッパの経歴上のターニング・ポイントとみなされている。具体的には、ザッパを象徴する音楽的挑戦がなくなったわけではないものの、非常に取り付きやすいサウンドを取り入れていることが、その特徴である。
本作においてザッパは、プログレッシブ・ロックやフュージョン、さらにはファンクやその他のスタイルの強い影響下にある複雑な楽曲を、3分ないし6分の精緻な構成で見事に作り上げた。歌詞はおおむねパロディ的なもので、セックス（「ダーティ・ラヴ」「カマリロ・ブリロ」「ゾンビー・ウーフ」、代表例は「ダイナ・モー・ハム」）や社会問題への言及（ＴＶ番組に対する辛辣な諷刺「アイム・ザ・スライム」）その他（「フィフティー・フィフティー」「モンタナ」）をテーマとしている。
『オーヴァーナイト・センセーション』と、同じメンバーのグループで録音された次のアルバム『アポストロフィ (')』はイーグル・ロック・エンタテインメント社 (Eagle Rock Entertainment) の音楽ドキュメンタリー・シリーズ『クラシック・アルバムズ』(Classic Albums) の題材として取りあげられ、2007年5月1日にDVDとしてリリースされた。

## 収録曲
作詞・作曲はいずれもフランク・ザッパによる。
1. カマリロ・ブリロ - "Camarillo Brillo" - 3:59
2. アイム・ザ・スライム - "I'm The Slime" - 3:34
3. ダーティ・ラヴ - "Dirty Love" - 2:58
4. フィフティー・フィフティー - "Fifty-Fifty" - 6:09
5. ゾンビー・ウーフ - "Zomby Woof" - 5:10
6. ダイナ・モー・ハム - "Dinah-Moe Humm" - 6:01
7. モンタナ - "Montana" - 6:35

## 参加メンバー
- フランク・ザッパ - ギター、ヴォーカル（「フィフティー・フィフティー」を除く）
- ジョージ・デューク - シンセサイザー、キーボード
- ブルース・ファウラー - トロンボーン
- トム・ファウラー - ベース
- ラルフ・ハンフリー - ドラム
- リッキー・ランスロッティ - ヴォーカル（「フィフティー・フィフティー」「ゾンビー・ウーフ」）
- サル・マルケス - トランペット、ヴォーカル（「ダイナ・モー・ハム」）
- ジャン＝リュック・ポンティ - ヴァイオリン、バリトン・ヴァイオリン
- イアン・アンダーウッド - クラリネット、フルート、アルト・サックス、テナー・サックス
- ルース・アンダーウッド - パーカッション、マリンバ、ヴィブラフォン
- キン・ヴァッシー - ヴォーカル（「アイム・ザ・スライム」「ダイナ・モー・ハム」「モンタナ」
- ティナ・ターナー&ジ・アイケッツ（Debbie Wilson & Linda "Lynne" Sims ） - バッキング・ヴォーカル（アンクレジット）

### 製作
- プロデューサー - フランク・ザッパ
- エンジニア - フレッド・ボークグレン、スティーヴ・デスパー、テリー・ドナヴァン、バリー・キーン、ボブ・ストーン
- リミキシング - ケリー・マクナブ
- デジタル・リマスタリング - バーニー・グランドマン、ボブ・ストーン
- アレンジャー - フランク・ザッパ
- テクニシャン - ポール・ホフ
- カヴァー・デザイン - フェレンク・ドブロニー、カル・シェンケル
- イラスト - デヴィッド・マクマッケン

## チャート
アルバム
- 1973年 - ビルボード・ポップ・アルバム…32位